# Кучерла (река)
Кучерла́ (от алтайского Каджур-лы или Кудюрлу, то есть с солонцами) — река в Республике Алтай, правый приток Катуни. Длина — 50 км, площадь бассейна — 635 км².
Образуется слиянием двух истоков — реки Мюшту-Айры (вытекает из моренного вала ледника братьев Троновых (он же ледник Мушту-Айры), мощного западного ледника главной вершины Горного Алтая Белухи), и ручья Кони-Айры (стекает с ледников северного склона Катунского хребта, между ледниками Кони-Айры и Ледник Капчальский). Впадает в Катунь справа в 260 км от истока. Высота устья — 843,7 м над уровнем моря.
На коротком участке до озера Кучерлинского успевает размыть мягкие известняковые породы, которые сообщают ей характерный молочный цвет с бирюзовым отливом. Приняв слева приток Иолдо-Айры, впадает в озеро Кучерлинское — одно из красивейших мест Горного Алтая. Покинув озеро, стремительно двигается к Катуни, прорезая цепи хребтов и морен.
Практически на всём протяжении Кучерла скована в теснинах, образуя цепь сложных порогов. На коротком отрезке (около 40 км) падает с отметки 1748 м (урез Кучерлинского озера) до 832 м (урез Катуни в районе Тюнгура), создавая средний уклон примерно 22,9 м/км. В районах основных препятствий уклон достигает величины примерно 100 м/км и выше.
На всём протяжении река протекает по живописной местности, в хвойных и смешанных лесах. На всём протяжении реку сопровождают туристские тропы.

## Притоки
- Дьян-Дьойконок
- Берткем
- Кахпалу
- Чёрная Речка
- 16 км: Большой Колагаш
- Куйлю
- Тикоюк
- Чок-Чок
- 32 км: Тегеек

## Данные водного реестра
По данным государственного водного реестра России относится к Верхнеобскому бассейновому округу, водохозяйственный участок реки — Катунь, речной подбассейн реки — Бия и Катунь. Речной бассейн реки — (Верхняя) Обь до впадения Иртыша.